# Uwe Heppner
Uwe Heppner (Merseburg, 18 juli 1960) is een Oost-Duits voormalig roeier. Heppner maakte zijn debuut met een bronzen medaille in de dubbel-twee tijdens de wereldkampioenschappen roeien 1979. Een jaar later werd Heppner olympisch kampioen in de dubbel-vier tijdens de Olympische Zomerspelen 1980. In de drie daarop volgende jaren werd Heppner wereldkampioen in de dubbel-vier. Vanwege de boycot van het Oostblok, kon Heppner niet deelnemen aan de Olympische Zomerspelen 1984. Heppner behaalde zijn vierde en laatste wereldtitel in de dubbel-twee tijdens de wereldkampioenschappen roeien 1985. Bij Heppner zijn tweede Olympische optreden werd hij vijfde in de dubbel-twee tijdens de Olympische Zomerspelen 1988.

## Resultaten
- Wereldkampioenschappen roeien 1979 in Bled  in de dubbel-twee
- Olympische Zomerspelen 1980 in Moskou  in de dubbel-vier
- Wereldkampioenschappen roeien 1981 in München  in de dubbel-vier
- Wereldkampioenschappen roeien 1982 in Luzern  in de dubbel-vier
- Wereldkampioenschappen roeien 1983 in Duisburg  in de dubbel-twee
- Wereldkampioenschappen roeien 1985 in Hazewinkel  in de dubbel-twee
- Wereldkampioenschappen roeien 1986 in Nottingham  in de dubbel-twee
- Wereldkampioenschappen roeien 1987 in Kopenhagen  in de dubbel-twee
- Olympische Zomerspelen 1988 in Seoel 5e in de dubbel-twee
- Wereldkampioenschappen roeien 1989 in Bled 4e in de dubbel-twee

1976: Wolfgang Güldenpfennig & Rüdiger Reiche & Karl-Heinz Bußert & Michael Wolfgramm ·
1980: Frank Dundr & Carsten Bunk & Uwe Heppner & Martin Winter ·
1984: Albert Hedderich & Raimund Hörmann & Dieter Wiedenmann & Michael Dürsch ·
1988: Agostino Abbagnale & Davide Tizzano & Gianluca Farina & Piero Poli ·
1992: André Willms & Hajek & Steinbach & Stephan Volkert] ·
1996: André Steiner & Stephan Volkert & Andreas Hajek & André Willms ·
2000: Agostino Abbagnale & Alessio Sartori & Rossano Galtarossa & Simone Raineri ·
2004: Nikolai Spinev & Igor Kravtsov & Aleksei Svirin & Sergej Fedorovstev ·
2008: Michał Jeliński & Marek Kolbowicz & Adam Korol & Konrad Wasielewski ·
2012: Karl Schulze & Philipp Wende & Lauritz Schoof & Tim Grohmann ·
2016: Karl Schulze & Philipp Wende & Lauritz Schoof & Hans Gruhne ·
2020: Dirk Uittenbogaard & Abe Wiersma & Tone Wieten & Koen Metsemakers ·
2024: Koen Metsemakers & Tone Wieten & Finn Florijn & Lennart van Lierop